# Quilombo Tiningu
Tiningu é uma comunidade remanescente de quilombo, população tradicional brasileira, localizada no município brasileiro de Santarém, no Pará. A comunidade de Tiningu é formada por uma população de 85 famílias, distribuídas em uma área de 3857,8096 hectares. O território foi certificado como remanescente de quilombo (reminiscências históricas de antigos quilombos) em 2018, pela Fundação Cultural Palmares.
Esta comunidade teve o Relatório Técnico de Identificação e Delimitação publicado em 2015 (etapa da regularização fundiária), mas ainda está com a situação fundiária em análise (não titulada) no INCRA.

## História
A comunidade quilombola Tiningu surgiu como assentamento de pessoas que fugiram da escravidão. Sua economia se baseia em atividades agropecuárias e extrativismo, incluindo plantio de mandioca, milho e feijão, e coleta de cupuaçu, pupunha e açaí.
Em 2003, já hava sido iniciado o processo de demarcação de seu território pelo Incra. Tiningu já possuía Relatórios Técnicos de Identificação e Delimitação (RTIDs) elaborado, ou seja, tem seu território delimitado. Mesmo assim, as fazendas de grãos se expandem nos seus arredores desde os anos 1990.
No final de 2023, a comunidade recebeu o certificado do Cadastro Ambiental Rural (CAR-PCT).

### Haroldo Betcel
Haroldo Betcel foi uma liderança da comunidade quilombola Tiningu. Ele defendendia os recursos hídricos em Tiningu. Em 29 de setembro de 2018, foi esfaqueado nas costas com uma chave de fendapor Doriedson Rodrigues da Silva, funcionário de Silvio Tadeu. Ele era casado com a enfermeira Cleia Betcel.

## Tombamento
O tombamento de quilombos é previsto pela Constituição Brasileira de 1988, bastando a certificação pela Fundação Cultural Palmares:
Art. 216. Constituem patrimônio cultural brasileiro os bens de natureza material e imaterial, tomados individualmente ou em conjunto, portadores de referência à identidade, à ação, à memória dos diferentes grupos formadores da sociedade brasileira [...]
§ 5º Ficam tombados todos os documentos e os sítios detentores de reminiscências históricas dos antigos quilombos.
Portanto, a comunidade quilombola de Tiningu é um patrimônio cultural brasileiro, tendo em vista que recebeu a certificação de ser uma "reminiscência histórica de antigo quilombo" da Fundação Cultural Palmares no ano de 2018.

## Situação territorial
A falta do título da terra (regularização fundiária) cria para as comunidades quilombolas uma dificuldade de desenvolver a agricultura, além dos conflitos com os fazendeiros de suas regiões e a impossibilidade de solicitar políticas sociais e urbanas para melhorias de condições de vida, como infraestrutura urbana de redes de energia, água e esgoto.

Dentro do território da comunidade quilombola Tiningu, estão localizadas cinco fontes naturais de água, entre rios, córregos e riachos. Essa riqueza hídrica tem atraído fazendeiros que buscam ampliar seus domínios de modo a abranger tais fontes de água. Um piscicultor reivindicou um ponto de água que abastece o centro de saúde do quilombo, dizendo que estavam dentro de sua propriedade de seis hectares. Segundo os moradores, o piscicultor também proibiu os moradores de nadar e tomar banho nos riachos. Ele também passou cerca de arame farpado sobre uma das lavouras quilombolas e se declarou dono da terra. 
As coisas chegaram ao auge quando a esposa de Betcel, uma enfermeira, disse a ele que um trabalhador na fazenda de Tadeu, Doriedson Rodrigues da Silva, cortava a água da clínica "uma ou duas vezes por semana". Com o hospital mais próximo a 28 milhas de distância, isso representava uma séria ameaça aos pacientes. 
Em 23 de outubro de 2019, a Vara Agrária de Santarém indicou a manutenção de posse de território em favor da comunidade quilombola do Tiningu; proibindo o fechamento do sistema de água que está em área ocupada pelo piscicultor. Segundo alegações finais,
A área em disputa é de uso e posse coletiva da Comunidade de Remanescentes de Quilombo do Tiningu, cujo marco inicial da posse é do século XIX.
Povos Tradicionais ou Comunidades Tradicionais são grupos que possuem uma cultura diferenciada da cultura predominante local, que mantêm um modo de vida intimamente ligado ao meio ambiente natural em que vivem. Através de formas próprias: de organização social, do uso do território e dos recursos naturais (com relação de subsistência), sua reprodução sócio-cultural-religiosa utiliza conhecimentos transmitidos oralmente e na prática cotidiana.